# Alarich (Svébové)
Alarich (latinsky Alaricus) (5. století?) byl svébský král, který vládl přibližně v letech 465 až 470. O tomto panovníkovi se nedochovaly téměř žádné informace, kromě toho, že vedl spolu s Hunimundem a přidruženými germánskými kmeny tažení proti ostrogotskému králi Theodemirovi v letech 465 až 469. V roce 469 byl Theodemirem poražen v bitvě u Bolie.